# Джоселин, Фрэнсис, виконтесса Джоселин
Фрэ́нсис Эли́забет Джослин, виконте́сса Джослин (англ. Frances Elizabeth Jocelyn, Viscountess Jocelyn; 1820 — 26 марта 1880, Канны) — британская аристократка и фотограф.

## Биография
Фрэнсис Джослин (урож. Каупер) была младшим ребёнком в семье Питера Клаверинга-Каупера, 5-го графа Купер и его супруги Эмили Каупер, дочери Пенистона Лэма, 1-го виконта Мельбурн.
28 июня 1838 года, в возрасте 18 лет на коронации королевы Виктории, она среди других девушек поддерживала шлейф её королевской мантии. Спустя два года, в феврале 1840 году Фрэнсис была одной из 12 подружек невесты на свадьбе королевы Виктории с принцем Альбертом Саксен-Кобург-Готским.
Около 1858 года леди Фрэнсис Джослин заинтересовалась фотографией, обучаясь этому искусству у Эрнста Беккера, который был наставником и личным библиотекарем принца Альберта.
В 1859 году была избрана членом Королевского фотографического общества.
В 1862 году на Международной выставке, проходившей в Лондоне, Фрэнсис Джослин представила фотографии поместья Бродлендс, владельцем которого был её отчим Генри Палмерстон; она была удостоена «почётной награды за художественный эффект в пейзажной фотографии». В последующие годы она представляла свои работы на нескольких международных выставках, а также делала фотографии своих детей и создавала фотоальбомы, наклеивая фотографии на лист бумаги.
Скончалась 26 марта 1880 года в Каннах, в возрасте 59/60 лет, пережив всех детей, которые умерли от туберкулёза в молодом возрасте.

## Семья
27 апреля 1841 года вышла замуж за Роберта Джослина, виконта Джослина (1816—1854), в браке с которым у неё было 5 детей, среди них сын Роберт (1846—1880), наследовавший в 1870 году после смерти деда титул граф Роден.